# 山科ノロ
山科 ノロ（やましな ノロ、1978年5月9日 - ）は、山形県出身の俳優。身長177cm。体重83kg。リガメントを経て、宝井プロジェクトに所属。本名は、山科 亨（やましな とおる）。
旧芸名は本名と同じ。
また、山形県戸沢村にある最上川舟下りの船頭としても活躍している。
自身で、「船頭役者」と名乗っている。

## 出演作品

### 映画
- 隠し砦の三悪人 THE LAST PRINCESS（2008年）
- シャカリキ!（2008年）
- 笑う警官（2008年）
- 私は貝になりたい（2008年）
- 禅 ZEN（2009年）
- クローズZERO II（2009年）
- 喧嘩高校軍団 特攻!國士義塾vs.朝高（2009年）
- ウルトラマンサーガ（2012年） - 子供たちの親 役[1] ※山科享名義

### テレビ
- 歌のおにいさん
- 怨み屋本舗
- 仮面ライダーG（カメラマン）
- 救命病棟24時 第4シリーズ
- 車イスで僕は空を飛ぶ
- 警視庁継続捜査班
- 坂の上の雲
- 13歳のハローワーク
- 男装の麗人〜川島芳子の生涯〜
- 『東大落城』安田講堂36時間の攻防戦…40年の真相SP
- 内藤大助物語 〜いじめられっ子のチャンピオンベルト〜
- 日本が最も危なかった87時間
- 負けて、勝つ 〜戦後を創った男・吉田茂〜
- 龍馬伝

### バラエティ
- タモリ倶楽部
- 中居正広の金曜日のスマたちへ

### Vシネマ
- 実録・最後のギャング 関東連合 ブラックエンペラー五代目（2008年）

### CM
- 日清食品・どん兵衛

### ラジオ
- トヨタプレゼンツ 秋元康のドラマティックドライブ〜いつも誰かと〜